# Sadie Sink
Sadie Elizabeth Sink (Brenham, Texas, USA 2002. április 16. –) amerikai színésznő. 
Legismertebb filmes szerepe Maxine "Max" Mayfield a 2016-ban a Netflixen indult Stranger Things című sci-fi és drámasorozatban. Valamint szerepelt a Zsaruvér és a Foglalkozásuk: amerikai című sorozatban is. Sink előadásokon is szerepelt a Broadwayen. a 2012-es Annie-ben és a 2015-ös The Audience-ben volt látható.

## Élete és pályafutása
Az Egyesült Államokban, Texas keleti részén, Brenham városában született 2002-ben. Három bátyja van, Caleb, Spencer és Mitchell hívnak és egy húga, Jacey. Édesapja amerikaifutball-edző.
Édesanyja 45 éves korában úgy döntött, hogy a bátyjával, Mitchellel elviszi őket színjátszó órákra a közeli közösségi színházba. Ez a Szerelmes hangjegyeknek is köszönhető volt, hiszen Sadie emiatt kapott kedvet. Ezután Broadway meghallgatásokra jártak el, így sikerült megkapni a 2012-ben bemutatott Annie főszerepét. A szerepre nagyon sokat kellett készülnie és táncórákat vett valamint a hangját is képezte. Ezután az Emmy-díjas Foglalkozásuk: amerikai című sorozatban tűnt fel a Mutually Assured Destruction epizódban,mint Lana. A Zsaruvér című sorozatban is egy részig volt látható, az Insult to Injury-ban Daisy Carpenter szerepében. 2015-ben együtt játszott Helen Mirrennel a Broadwayen a The Audience című előadásban, ahol a fiatal  II. Erzsébet királynőt alakította. Még ugyanebben az évben A túlélés ára című sorozatban Suzanne Ballard karakterét keltette életre 11 epizódon át.
2016-ban az Unbreakable Kimmy Schmidt című sorozatban kisebb szerepet kapott az egyik epizódban, majd az Ütésálló életrajzi filmben olyan színészek mellett játszhatott, mint Elisabeth Moss és Naomi Watts. A drámát Chuck Wepner bokszoló inspirálta. 2017-ben Az Üvegpalota című életrajzi drámában megint megmutathatta tehetségét, mint a fiatal Lori. A filmben olyan színészekkel szerepelhetett, mint Brie Larson, Woody Harrelson és Naomi Watts. 
Ugyanebben az évben megkapta Maxine Max Mayfield szerepét a Netflix Stranger Things című sorozatában. A karakter a második évadtól látható. 2019-ben az Eli című filmben Haley-t alakította és csatlakozott a Fear Street 2 című horror stábjához is.

## Filmográfia

### Film
| Év   | Magyar cím                     | Eredeti cím                              | Szerep            | Magyar hang    |
| ---- | ------------------------------ | ---------------------------------------- | ----------------- | -------------- |
| 2016 | Ütésálló                       | Chuck                                    | Kimberly          |                |
| 2017 | Az Üvegpalota                  | The Glass Castle                         | Fiatal Lori Walls |                |
| 2018 |                                | Dominion (dokumentumfilm)                | Narrátor          |                |
| 2019 | Eli                            | Eli                                      | Haley             |                |
| 2021 | A félelem utcája 2. rész: 1978 | Fear Street Part Two: 1978               | Ziggy Berman      | Stern Hanna    |
| 2021 | A félelem utcája 3. rész: 1666 | Fear Street Part Three: 1666             | Ziggy Berman      | Stern Hanna    |
| 2021 |                                | All Too Well: The Short Film (rövidfilm) | Ő (nő)            |                |
| 2022 | A bálna                        | The Whale                                | Ellie             | Ruszkai Szonja |
| 2022 |                                | Dear Zoe                                 | Tess DeNunzio     |                |
| 2024 | Áldozat                        | A Sacrifice                              | Mazzy             | Gulás Fanni    |

### Televízió
| Év    | Magyar cím                     | Eredeti cím               | Szerep                | Megjegyzések                           |
| ----- | ------------------------------ | ------------------------- | --------------------- | -------------------------------------- |
| 2013  | Foglalkozásuk: amerikai        | The Americans             | Lana                  | Epizód: "Mutually Assured Destruction" |
| 2014  | Zsaruvér                       | Blue Bloods               | Daisy Carpenter       | Epizód: "Insult to Injury"             |
| 2015  | A túlélés ára                  | American Odyssey          | Suzanne Ballard       | Főszerep: 11 epizód                    |
| 2016  | A megtörhetetlen Kimmy Schmidt | Unbreakable Kimmy Schmidt | Cseléd                | Epizód: "Kimmy Sees a Sunset!"         |
| 2017– | Stranger Things                | Stranger Things           | Maxine "Max" Mayfield | Főszereplő: 2. évadtól                 |

### Színpad
| Év        | Cím             | Szerep                     | Helyszín                  | Megjegyzések |
| --------- | --------------- | -------------------------- | ------------------------- | ------------ |
| 2011      | White Christmas | Susan Waverly              | Theater Under the Stars   | Regionális   |
| 2012      | Annie           | Annie                      | Theater Under the Stars   | Regionális   |
| 2012      | Annie           | Annie, Duffy               | Palace Theatre            | Broadway     |
| 2012–2013 | Annie           | Annie, Tessie, Duffy       | Palace Theatre            | Broadway     |
| 2015      | The Audience    | II. Erzsébet brit királynő | Gerald Schoenfeld Theatre | Broadway     |

## Díjak és jelölések
| Év   | Díj                     | Kategória                                                                                    | Jelölés tárgya                 | Eredmény | Forr.  |
| ---- | ----------------------- | -------------------------------------------------------------------------------------------- | ------------------------------ | -------- | ------ |
| 2018 | Screen Actors Guild-díj | Legjobb szereplőgárda (drámasorozat)                                                         | Stranger Things                | Jelölve  | [ 8 ]  |
| 2018 | MTV Movie & TV Awards   | Legjobb csapat Megosztva: Gaten Matarazzo, Finn Wolfhard, Caleb McLaughlin, és Noah Schnapp. | Stranger Things                | Jelölve  | [ 9 ]  |
| 2020 | Screen Actors Guild-díj | Legjobb szereplőgárda (drámasorozat)                                                         | Stranger Things                | Jelölve  | [ 10 ] |
| 2022 | Szaturnusz-díj          | Legjobb fiatal színész (Streaming)                                                           | Stranger Things                | Jelölve  | [ 11 ] |
| 2022 | MTV Movie & TV Awards   | Legijesztőbb produkció                                                                       | A félelem utcája 2. rész: 1978 | Jelölve  | [ 12 ] |

## Fordítás
- Ez a szócikk részben vagy egészben  a   Sadie Sink című angol Wikipédia-szócikk fordításán alapul.  Az eredeti cikk szerkesztőit annak laptörténete sorolja fel. Ez a jelzés csupán a megfogalmazás eredetét és a szerzői jogokat jelzi, nem szolgál a cikkben szereplő információk forrásmegjelöléseként.